# Kulînîci, Jovkva
Kulînîci (în ucraineană Кулиничі) este un sat în comuna Bîșkiv din raionul Jovkva, regiunea Liov, Ucraina.

## Demografie
Componența lingvistică a localității Kulînîci
     Ucraineană (100%)
Conform recensământului din 2001, toată populația localității Kulînîci era vorbitoare de ucraineană (100%).